# Jerry Vasconcells
Jerry Cox Vasconcells (ur. 3 grudnia 1892, zm. 17 kwietnia 1950) – amerykański as myśliwski z czasów I wojny światowej. Osiągnął 6 zwycięstw powietrznych.

## Życiorys
Urodził się w Lyons, Kansas. Ukończył Dartmouth College w Denver oraz prawo na University of Denver w 1916 roku.
Po deklaracji wojny ze strony Stanów Zjednoczonych zaciągnął się do wojska w 1917 roku. Został przeszkolony w Royal Canadian Air Force i po przejściu wstępnego szkolenia z pilotażu samolotów myśliwskich został przydzielony do jednostki myśliwskiej 27 Aero.
Na początku 1918 roku razem z jednostką został przetransportowany do na terytorium Francji, gdzie rozpoczął drugi etap szkolenia pilotażu myśliwskiego. W jednostce latał razem z jednym z największych asów lotnictwa amerykańskiego Franka Lukego.
Pierwsze zwycięstwo odniósł nad samolotem Rumpler C 16 lipca 1918 roku. Pierwszego sierpnia 1918 roku Jerry Vasconcells  uczestniczył w zestrzeleniu kolejnego Rumplera C w okolicy Saponay, zwycięstwo to odniósł wspólnie z innym pilotem jednostki.
Ostatnie swoje szóste zwycięstwo odniósł 6 października. Razem z Donaldem Hudsonem oraz por. E.W. Hewittem zestrzelił niemieckiego Fokkera D.VII.
W listopadzie 1918 roku Jerry Vasconcells został przeniesiony na stanowisko dowódcy do 185 Aero. Jednostka ta była pierwszą nocną jednostką United States Army Air Service.
Po zakończeniu wojny Vasconcells został promowany na majora i po paromiesięcznym leczeniu rozpoczął pracę w lotnictwie cywilnym. Przez dwie kadencje był prezesem Colorado Aeronautics Commission i brał czynny udział w organizacji The first Colorado Air Meet w 1921 roku. Razem z Benjaminem F. Stapletonem był organizatorem i założycielem lotniska cywilnego w Denver – Stapleton International Airport.
Zmarł w 1950 roku po kilku miesiącach ciężkiej choroby.